# Diplectrona salakensis
Diplectrona salakensis är en nattsländeart som beskrevs av Georg Ulmer 1951. Diplectrona salakensis ingår i släktet Diplectrona och familjen ryssjenattsländor. Inga underarter finns listade i Catalogue of Life.